# Mark Tulij Ciceron
Mark Tulij Ciceron ali Mark Tulij Cicero (latinsko Marcus Tullius Cicero), rimski državnik, politični teoretik in filozof, * 3. januar, 106 pr. n. št., Arpinum, Italija, † 7. december 43 pr. n. št., Formia, Italija.

## Življenje
Rodil se je 3. januarja, 106 pr. n. št., v Arpinu, slikovitem mestecu 100 kilometrov južno od Rima. Prebivalci mesta so dobili rimske državljanske pravice leta 188 pr. n. št., vendar so prevzeli latinski jezik že mnogo prej. Asimilacija bližnjih Italskih skupnosti v rimsko družbo, kar se je zgodilo v času 2. in 1. stol. pr. n. št., je omogočila Ciceronu prihodnost državnika, pisca, govornika in pravnika. Ironično je, da največji mojster latinske retorike in kompozicije ni bil »pravi Rimljan.« Vse življenje se je zavedal svojih korenin. 
V tem času je bilo za kultiviranega Rimljana nujno, da je obvladal tako latinski kot grški jezik. Višji razred je v zasebnih pismih celo raje uporabljal grščino kot latinščino, saj naj bi bila bolj uglajena in prefinjena. Znanje o grški kulturi je takrat zelo vplivalo na življenje višjega sloja rimske družbe. Grščino so v Arpinu učili še preden je bil priključen Rimu, zato asimilacija lokalne elite v rimsko družbo ni bila zelo težka. Tudi Cicerona so v mladosti poučevali grški retoriki in najboljši učitelji so bili običajno prav Grki. Ciceron je uporabil svoje znanje grščine tako, da je prenesel veliko pojmov grške filozofije v latinščino, s prevodi mnogih grških filozofskih del za širšo javnost. Kot otrok je bil v grških študijah tako marljiv, da so ga njegovi prijatelji v šali klicali »mali Grkec.« Toda prav ta strast ga je pozneje povezala s tradicionalno rimsko elito.
Ciceronova družina je bila del lokalnega plemstva, domi nobiles,vendar kljub temu ni imela nikakršnih vez z rimskim senatorskim razredom. Po drugi strani pa je bil Ciceron v daljnem sorodstvu s pomembnim Gajem Marijem, ki je bil prav tako iz Arpina. Marij je med državljanjsko vojno (80 pr. n. št.) vodil demokrate proti optimatu Suli. Ciceron se od te povezave ni kaj dosti politično okoristil. Pravzaprav je bila mogoče celo ovira za njegove politične cilje, kajti Marijeva stranka je bila popolnoma poražena in vsak, ki je bil povezan z njim, je veljal za možnega povzročevalca nemirov.
Ciceronov oče je bil premožen equestrijan, vitez, z dobrimi povezavami v Rimu. Ker je bil napol invalid in ni mogel normalno sodelovati v dužabnem življenju, je to nadomestil s široko razgledanostjo. O Ciceronovi materi Helviji je malo znanega, vendar je bilo v tistem času običajno, da so bile žene pomembnih rimskih državljanov odgovorne za vodstvo gospodinjstva. Ciceronov brat Kvintus naj bi v nekem pismu zapisal, da je varčna gospodinja.
Ciceronov priimek v latinskem jeziku pomeni čičerika. Plutarh, grški zgodovinar razlaga, da naj bi ime dali enemu izmed Ciceronovih prednikov, ker je imel na konici nosu razpoko, ki je spominjala na čičeriko. Plutarh dodaja, da so ob vstopu v politiko Cicerona prepričevali, naj si spremeni priimek, toda on jih je zavrnil z besedami, da bo napravil priimek Ciceron veliko bolj slaven kot Scaurus (z zvitim gležnjem) in Catulus (kužek).
Ciceron je v Rim prišel pri petnajstih letih. Govorništva se je učil tako, da je na forumu poslušal govornike. Zgodovinarji pa predvidevajo, da je obiskoval tudi kakšno šolo, saj je bil izredno nadarjen. Prvič se je izkazal, ko je pred sodiščem branil Seksta Roscija, ki je bil obtožen umora očeta. Ciceron je bil takrat star 25 let. Med letoma 79 pr. n. št. in 77 pr. n. št. je bil na izobraževalnem potovanju po številnih krajih stare Grčije in male Azije.
Po potovanju (75 pr. n. št.) je postal kvestor (pomočnik uradnika). Leta 69 pr. n. št. pa je napredoval v edila (uradnika), tri leta kasneje (66 pr. n. št.) pa v pretorja (sodnika). Njegovo obdobje sodnika je zaznamoval proces proti Gaju Veru, ki je bil podkupljen upravitelj Sicilije.
Leta 64 pr. n. št. je postal konzul. Za mesto konzula sta se borila še Mark Gaj Antonij (143 pr. n. št.-87 pr. n. št., stari oče poznejšega triumvira Mark Antonija) in Lucij Sergij Katilina (108 pr. n. št.-62 pr. n. št.), vendar sta bila nasprotnika v času izbora na zelo slabem glasu, predvsem zaradi podkupovanja. Kot konzul je imel veliko nasprotnikov, saj leta 59 pr. n. št. ni hotel priznati triumvirata Cezarja, Krasa in Pompeja. Leta 58 pr. n. št. je ljudski tribun Klodij Pulchru skoraj ukrepal proti njemu, vendar je Ciceron sam odšel v izgnastvo v Solun.
V izgnastvu se je ukvarjal s pisanjem. Napisal je deli De oratore (O govorniku) in De re publica (O državi). V Rim se je vrnil še pred državljansko vojno. Med diktaturo Cezarja je napisal večino svojih filozofskih in govorniških razprav. Po Cezarjevi smrti je (44 pr. n. št.) je poskusil še enkrat rešiti res publice. Sodeloval je z Brutom in Kasijem. Povezal se je tudi s Cezarjevim posvojencem Oktavijanom, kar se je izkazala kot napaka. Ciceron je nasprotoval Marku Antoniju, ta pa se je leta 43 pr. n. št. združil z Oktavijanom. Ciceron je bil razglašen za osebo zunaj zakona, zato je načrtoval pobegniti. Ciceron je že sedel v kočiji, ko je 7. decembra 43 pr. n. št. prišel njegov morilec in ga ubil. Njegovo glavo in roki so postavili na govorniški oder v Rimu.

## Delo
Ciceron velja za najspretnejši um rimske kulture in njegovi spisi so vzor klasične latinščine. Rimljane je vpeljal v filozofijo visokih grških šol in ustvaril latinski slovar filozofskih izrazov. Kljub temu, da je bil impresiven govornik in uspešen pravnik je zase menil, da je njegov največji dosežek njegova politična kariera. Danes pa je cenjen predvsem zaradi idealnega vzora humanega človeka in njegovih filozofskih in političnih spisov. Ogromen opus njegovih pisem, ki si jih je dopisoval predvsem s prijateljem Titom Pompejem Atikom, je vpeljal v evropsko kulturo umetnost pisanja pisem. Ohranjena pisma so razdeljena v štiri zbirke; Epistulae ad Atticum- pisma Atiku, napisana med leti 68 - 43 pr.n.št. Epistulae ad familiares- pisma prijateljem in sorodnikom. Epistulae ad Quintum fratrem- pisma bratu Kvintu, napisana med leti 59 - 54 pr.n.št. Epistulae ad Brutum- pisma Brutu, napisana Cezarjevemu atentatorju leta 43 pr.n.št. Zato poznamo Cicerovo življenje bolj kot življenje kogarkoli drugega iz antičnega sveta. 
Sredi kaotičnega 1. stol. pr n. št., zaznamovanega z diktatorstvom Julija Cezarja in državljanjsko vojno, je Ciceron spodbujal vrnitev k republiki. Njegova politična kariera pa je bila po drugi strani zaznamovana z neskladji in težnjo po zamenjavi položaja, v odgovor na politične spremembe. Njegov sodobnik, politik in zgodovinar Ausinij Polij je zapisal: »O, da bi mogel prenesti vzpone z večjim samoobvladanjem in padce z večjo močjo.«

## Slovenski prevodi
- Največje dobro in največje zlo (De finibus bonorum et malorum), Maribor 1972, prevedla Fran Bradač in Tone Ločnikar (= Jože Košar).
- O govorniku : trije pogovori o govorniku, posvečeni bratu Kvintu (Ad Quintum fratrem dialogi tres de oratore), Ljubljana 2002, prevedla Ksenja Geister.
- Lelij - o prijateljstvu (Laelius sive de amicitia), Maribor 2004, prevedla Barbara Zlobec Del Vecchio.
- Štirje govori proti Katilini (In Catilinam orationes IV), Maribor 2004, prevedla Barbara Zlobec Del Vecchio.
- O prerokovanju (De divinatione), Ljubljana 2010, prevedla Nada Grošelj.